# Otogi-Juushi Akazukin
Otogi-Juushi Akazukin (яп. おとぎ銃士 赤ずきん Отоги-Дзю:си Акадзукин, букв. «Сказочный мушкетёр Красная Шапочка») — аниме в формате OVA, а также позже созданный по его мотивам аниме-сериал.

## Сюжет
Давным-давно существовал мир, совмещавший в себе науку и магию. Но имея обе силы, люди стали ленивы и тщеславны. Поэтому Бог разделил исходный мир на мир науки Эльде (яп. エルデ Эрудэ) (он же Земля) и мир магии Фандавейл (яп. ファンダヴェーレ Фандавэру). Однако, теперь ужасная ведьма Сендриллон пытается захватить власть над обоими мирами и ради этого ищет «Ключ Эльде» и «Ключ Фандавейл» обладающие ужасающей мощью.
В это время в мире Эльд юноша по имени Сота встречает загадочную девочку из Фандавейла, Акадзукин (Красную Шапочку), и её компаньона, говорящего волка Вала. Он узнаёт, что является ключом Эльде. Теперь Акадзукин, Вал и другие мушкетёры, включающие в себя Сираюки-химэ (Белоснежку) и Ибару (Спящую Красавицу), должны защитить Соту от Сендриллон и её приспешников, стремящихся заполучить силу, скрывающуюся в Соте.

## Список серий
1. Akazukin Finally Comes (яп. 赤ずきんがやってきた Акадзукин га яттэ кита) 2006-07-01
2. Magic Girl Snow White (яп. 魔法少女 白雪姫 Махо: сё:дзё Сираюки-химэ) 2006-07-08
3. The Interesting Transfer Student (яп.  気になる転校生 Ки нинару тэнко:сэй) 2006-07-15
4. Gretel's Trap (яп. グレーテルの罠 Гурэ:тэру но вана) 2006-07-22
5. The Awake of Thorn Princess (яп. いばら姫の目覚め Ибара-химэ но мэдзамэ) 2006-07-29
6. Sorry, Ringo (яп. ごめんね、りんご Гомэн нэ, Ринго) 2006-08-05
7. Our Journey (яп. ぼくらの旅立ち Бокура но Табидати) 2006-08-12
8. The Man With A Flute In His Heart (яп. 心に笛を持つ男 Кокоро ни Фуэ во моцу Отоко) 2006-08-19
9. Magic Hater Hans (яп. 魔法嫌いのハンス Махо: Кирай но Хансу) 2006-08-26
10. A Friend For A Thousand Years (яп. 千年の友達 Сэннэн но томодати) 2006-09-02
11. Souta And The Magician In Love (яп. 草太と恋する魔法使い Со:та то кои суру махо: цукай) 2006-09-09
12. Secret Of The Cellar (яп.  地下室のひみつ Тикасицу но химицу) 2006-09-16
13. Salamandra Village (яп. サラマンドラの村 Сарамандора но мура) 2006-09-23
14. The Okashi Forest's Memories (яп. おかしな森の記憶 Окаси на мори но киоку) 2006-09-30
15. Trude's Maze (яп. トゥルーデの迷宮 То:ру:дэ но мэйкю:) 2006-10-07
16. The Princess Of Thorns And Clover (яп. いばら姫とクローバー Ибара-химэ то куро:ба:) 2006-10-14
17. The City Where Ash Falls (яп. 灰の降る町 Хай но фуру мати) 2006-10-21
18. The Three Singing Musketeers (яп. うたう三銃士 Утау сандзю:си) 2006-10-28
19. Moonlight ~Juusui~ (яп. ムーンライトじゅ～すぅい～ Му:нрайто ~дзю:суй~ ) 2006-11-04
20. Princess Akazukin (яп. プリンセス赤ずきん Пуринсэсу Акадзукин) 2006-11-11
21. Fernando's Present (яп. フェレナンドの贈り物 Фэрунандо но окуримоно) 2006-11-18
22. The Bride Rapunzel (яп. 花嫁はラプンツェル Ханаёмэ ва Рапунцэру) 2006-11-25
23. Glass Slippers (яп. ガラスのくつ Гарасу но куцу) 2006-12-02
24. Souta's Mother (яп. 草太のおかあさん Со:та но ока:-сан) 2006-12-09
25. The Tiny Princess (яп. ちいさなお姫さま Ти:сана охимэсама) 2006-12-16
26. Akazukin Vs. Snow White (яп. 赤ずきんVS白雪姫 Акадзукин VS Сираюки-химэ) 2006-12-23
27. The Magic Castle (яп. 魔女の城 Махо но сиро) 2007-01-06
28. The Dwarf's Flowerpot (яп. ドワーフの植木鉢 Дова:фу но уэкибати) 2007-01-13
29. Lonely Gretel (яп. 一人ぼっちグレーテル Хиториботти Гурэ:тэру) 2007-01-20
30. Wiese Forest's Memories (яп. ヴィーゼ村の思い出 Ви:дзэ-мура но омоидэ) 2007-01-27
31. Their Bond (яп. ふたりの絆 Футари но кидзуна) 2007-02-03
32. Eternally Bremen (яп. ブレーメンよ永遠に Бурэ:мэн ё эиэн ни) 2007-02-10
33. The Symbol of Friendship (яп. 仲間のしるし Накама носируси) 2007-02-17
34. Hansel and Gretel (яп. ヘンゼルとグレーテル Хэндзэру то Гурэ:тэру) 2007-02-24
35. To the Sealed Land (яп. 封印の地へ Фу:ин но ти хэ) 2007-03-03
36. The Key's Power (яп. 鍵のちから Каги нотикара) 2007-03-10
37. The Story of Two Worlds (яп. ふたつの世界の物語 Футацуно сэкай но моногатари) 2007-03-17
38. Door to the Future (яп. 未来への扉 Мирай хэно тобира) 2007-03-24
39. Goodbye Akazukin (яп. さよなら赤ずきん Саёнара Акадзукин) 2007-03-31